# Eiza González

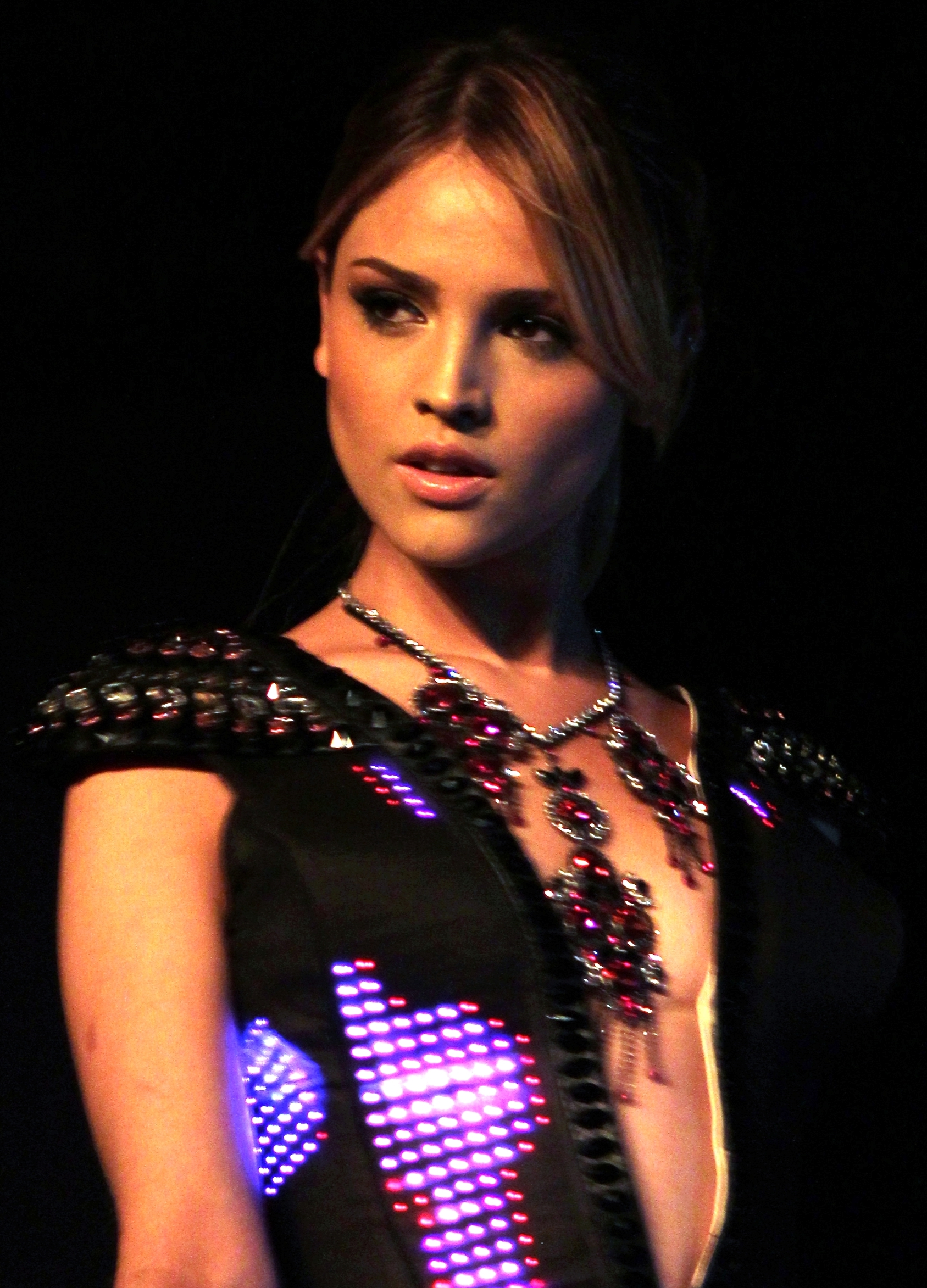
Eiza González (2013)

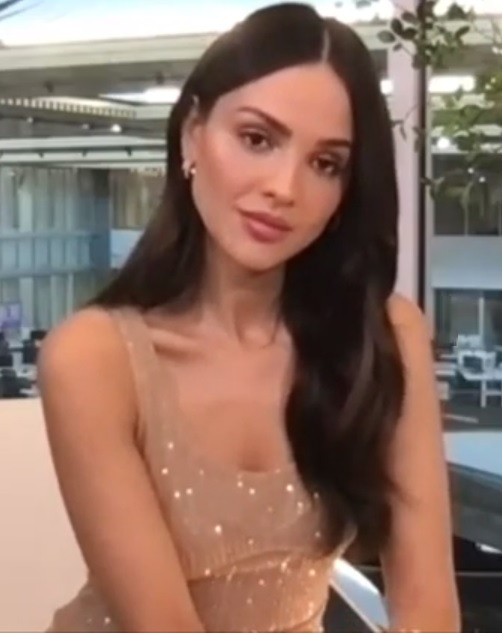
González (2022)

Eiza González Reyna (ur. 30 stycznia 1990) – meksykańska aktorka i piosenkarka.

## Życiorys
W wieku 17 lat wystąpiła w roli tytułowej bohaterki w młodzieżowej telenoweli Lola...Érase una vez. Do 2013 występowała w kolejnych telenowelach. Od 2014 gra w produkcjach anglojęzycznych, m.in. w serialu Od zmierzchu do świtu, nawiązującym do filmu o tym samym tytule.

## Filmografia

### Filmy
- 2014: Casi treinta
- 2014: Flying Fairy Until Liffey
- 2015: Jem i Hologramy (Jem and the Holograms) jako Jetta
- 2017: Baby Driver jako Darling
- 2018: Witajcie w Marwen (Welcome to Marwen) jako Caralala
- 2019: Alita: Battle Angel jako Nyssiana
- 2019: She's Missing jako Jane
- 2019: Rajskie wzgórza (Paradise Hills) jako Amarna
- 2019: Szybcy i wściekli: Hobbs i Shaw (Fast & Furious Presents: Hobbs & Shaw) jako Madame M
- 2020: Bloodshot jako KT
- 2020: Bezlitosne miasto  (Cut Throat City) jako Lucinda Benoit
- 2020: O wszystko zadbam (I Care a Lot) jako Fran
- 2021: Love Spreads jako Patricia
- 2021: Godzilla vs. Kong jako Maia Simmons
- 2021: Mustang z Dzikiej Doliny: Droga do wolności (Spirit Untamed) jako Milagro Navarro-Prescott (głos)
- 2022: Ambulans (Ambulance) jako Cam Thompson
- 2024: Ministerstwo niebezpiecznych drani (The Ministry of Ungentlemanly Warfare) jako Marjorie Stewart

### Seriale
- 2007–2008: Lola, Érase Una Vez jako Dolores „Lola” Valente
- 2008: Una Familia De Tantas
- 2008–2010: Mujeres asesinas jako Gabriela Ortega
- 2010–2011: Sueña conmigo jako Clara Molina / Roxy Pop
- 2012–2013: Prawdziwe uczucie (Amores verdaderos) jako Nikki Brizz Balvanera
- 2014–2016: Od zmierzchu do świtu (From Dusk Till Dawn: The Series) jako Santanico Pandemonium
- 2023: Ekstrapolacje (Extrapolations) jako Elodie
- 2024: Pan i pani Smith (Mr. & Mrs. Smith) jako Other Jane
- 2024: Problem trzech ciał (3 Body Problem) jako Auggie Salazar

## Dyskografia

### Albumy studyjne
- Contracorriente (2009)
- Te Acordarás de Mi (2012)

### Single
- Mi Destino Soy Yo (2009)
- Te Acordarás de Mí (2012)
- Invisible (2012)